# Kerstin Bogenschütz
Kerstin Bogenschütz (* 26. Januar 1995 in Sickingen) ist eine deutsche Fußballspielerin.

## Karriere
Bogenschütz begann bei den Sportfreunden Sickingen mit dem Fußballspielen, einem im gleichnamigen Stadtteil von Hechingen ansässigen Mehrspartensportverein. Im Jahr 2004 wurde sie als Spielerin des Vereins in die JSG Hechingen, wie auch alle Spielerinnen der selbständigen Vereine TSV Boll, FC Hechingen, TSV Stein und SV Weilheim, übernommen. Bis zum Alter von 15 Jahren (C-Jugend) blieb sie dem Verein treu, bevor sie – über ein überzeugendes Probetraining – in die B-Jugendmannschaft der TSG Hoffenheim wechselte. Dieser gehörte sie zwei Saisons lang an und gewann mit ihr das am 10. Juni 2012 im Dietmar-Hopp-Stadion in Sinsheim ausgetragene Finale um die Deutsche B-Juniorinnen-Meisterschaft; die Mannschaft des 1. FFC Turbine Potsdam wurde mit 3:1 bezwungen.
Zur Saison 2012/13 rückte sie in die Zweite Mannschaft auf und kam für den in der drittklassigen Regionalliga Süd vertretenen Verein in 21 von 22 Punktspielen zum Einsatz, in denen sie vier Tore erzielte. Mit nur einem Punkt hinter Meister SV 67 Weinberg verpasste sie mit ihrer Mannschaft – als Spielklassenneuling – den Aufstieg in die 2. Bundesliga. Dies gelang ihr mit ihrer Mannschaft am Ende der Folgesaison, in der sie mit vier Toren in 13 Punktspielen dazu beigetragen hatte. Die Zweitligasaison 2014/15, in der sie in der Staffel Süd 15 Mal eingesetzt wurde, schloss sie mit der TSG 1899 Hoffenheim II als Siebtplatzierter ab.
Anschließend spielte sie eine Saison lang für den Ligakonkurrenten VfL Sindelfingen, bevor sie ins Rheinland wechselte und für den Liganeuling Borussia Mönchengladbach ihre ersten 15 Bundesligaspiele bestritt. Ihr Debüt in der höchsten Spielklasse gab sie am 4. September 2016 (1. Spieltag) bei der 0:8-Niederlage im Auswärtsspiel gegen den 1. FFC Frankfurt; ihr Pflichtspieldebüt gab sie bereits am 21. August 2016 im Erstrundenspiel des DFB-Pokal-Wettbewerbs beim 5:1-Sieg als Gast des Karlsruher SC. In der Folgesaison bestritt sie – abstiegsbedingt – alle 22 Punktspiele in der 2. Bundesliga Nord, in denen ihr fünf Tore gelangen. Als Meister aus der Nordgruppe hervorgegangen, kam sie nochmals in der Bundesliga zum Einsatz, verließ den Verein jedoch, als dieser erneut die Spielklasse nicht halten konnte.
Nach zwei Saisons für den Zweitligisten 1. FC Saarbrücken, der am Ende ihrer zweiten Saison in die Regionalliga Südwest absteigen musste, wechselte sie zur Saison 2021/22 zum Zweitliganeuling 1. FC Nürnberg.

## Erfolge
- Meister 2. Bundesliga Nord 2018 und Aufstieg in die Bundesliga (mit Borussia Mönchengladbach)
- Meister Regionalliga Süd 2014 und Aufstieg in die 2. Bundesliga Nord (mit der TSG 1899 Hoffenheim)
- Deutscher B-Juniorinnen-Meister 2012 (mit der TSG 1899 Hoffenheim)